# Super Bock Super Rock

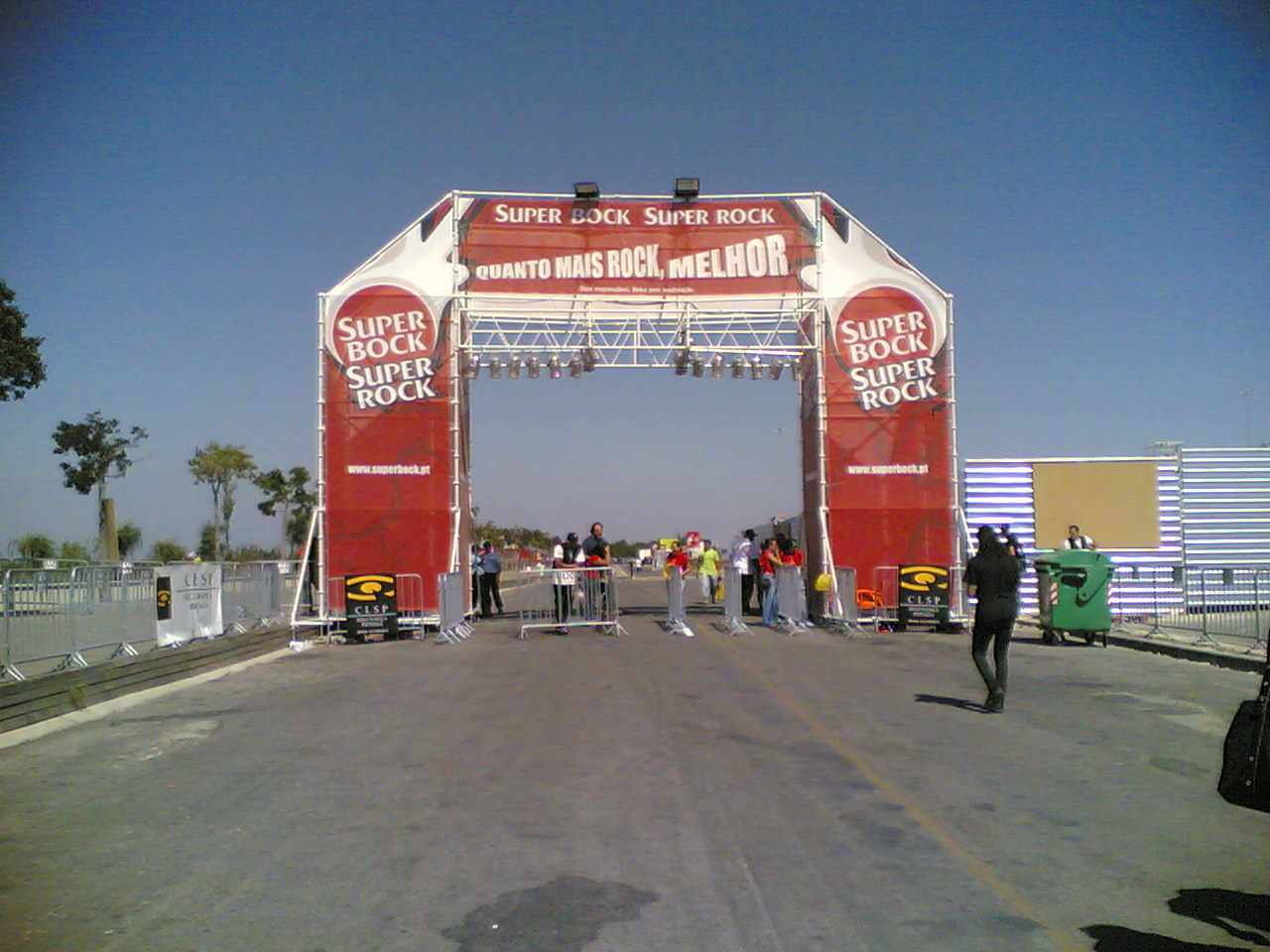
Der Eingang zum Festivalgelände im Jahr 2006.

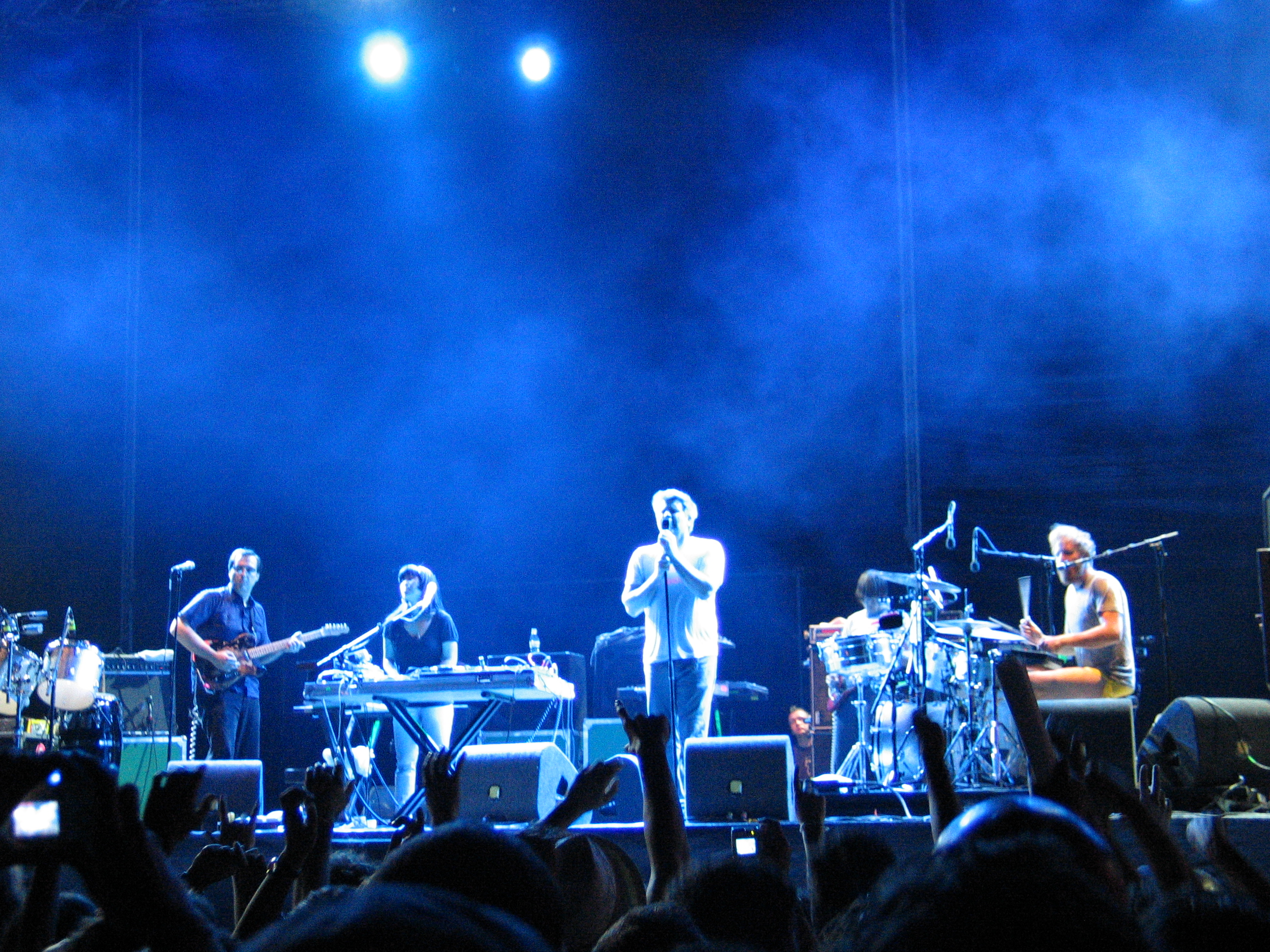
LCD Soundsystem im Jahr 2007.

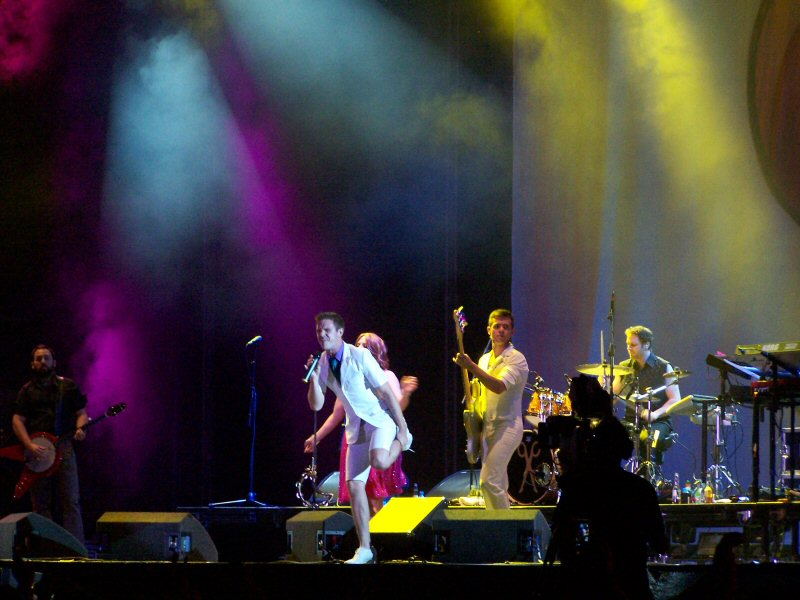
Scissor Sisters im Jahr 2007 beim Super Bock Super Rock.

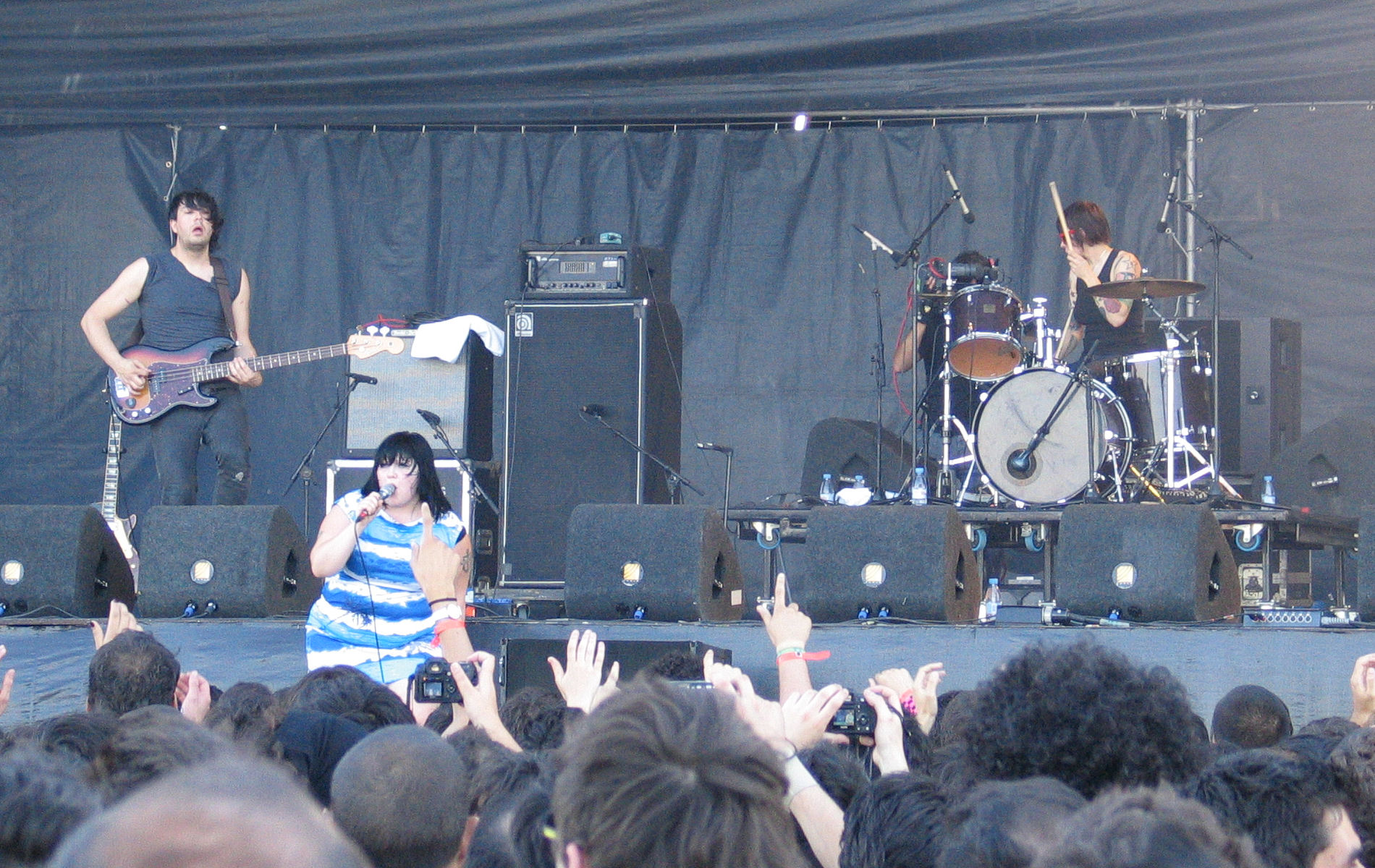
The Gossip im Jahr 2007.

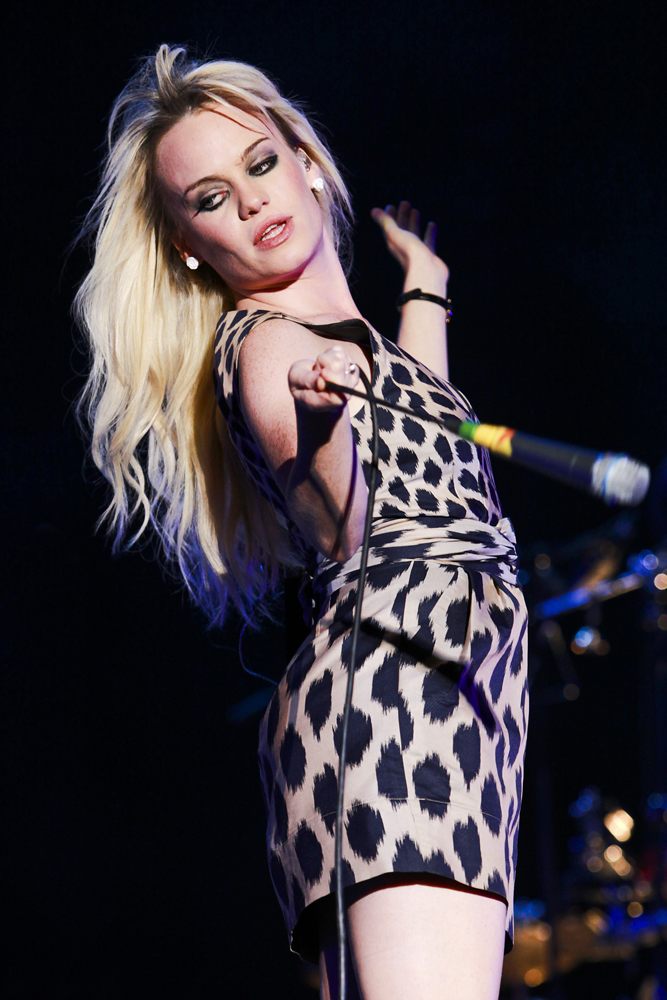
Duffy im Jahr 2009.

Super Bock Super Rock ist das größte Rock- und Metal-Festival in Portugal. Es wird seit 1995 jährlich im Parque das Nações in Lissabon veranstaltet. 2008 und 2009 fand es auch ein paar Tage vorher im Bessa-Stadion in Porto statt, 2010 ausschließlich am Strand von Meco, Sesimbra, 1997 in Algés vor den Toren Lissabons. Es dauert immer zwischen einem und vier Tage.
Benannt ist das Festival nach dem Hauptsponsor Super Bock.

## Bisherige Termine und Bands
- 1995
  - 8. und 9. Juli: The Jesus and Mary Chain, GNR, The Young Gods, Blind Zero, Thunder, Black Company, The Cure, Faith No More, Morphine, Youssou N’Dour, Therapy?.

- 1996
  - 21. und 23. Juni: Paradise Lost, Moonspell, Fields of the Nephilim, Spooky, Delfins, Xutos & Pontapés, D:A:D, The Prodigy, Massive Attack, Da Weasel, Fluke, Divine Comedy, David Bowie, Primitive Reason, Flood, Neneh Cherry, The Popes, Echobelly.

- 1997
  - 4. Juli: Simple Minds, Rage Against the Machine, 311, L7, Zen.
  - 5. Juli: Apocalyptica, Echo and the Bunnymen, Skank, Ramp, Blasted Mechanism.

- 1998
  - 31. Juli: Morphine, Fastball, Mike Scott, Mikel Erentxun, Luís Represas.
  - 1. August: Zen, Clã, Van Morrison, Ala dos Namorados, DJ Henrique Amaro, DJ Zé Pedro.

- 2004
  - 9. Juni: Korn, Linkin Park, Muse, Static-X, Pleymo, Da Weasel, Blasted Mechanism, Fonzie Time, Anger, Yellow Van.
  - 10. Juni: N.E.R.D, Avril Lavigne, Los Hermanos, David Fonseca, Toranja, Gomo, Dealema.
  - 11. Juni: Massive Attack, Lenny Kravitz, Pixies, Clã, Pluto, X-Wife, Loosers.

- 2005
  - 27. Mai: The Prodigy, System of a Down, Incubus, Slunt, Blasted Mechanism, The Temple, Primitive Reason, Tara Perdida, Bizarra Locomotiva, Black Sunrise.
  - 28. Mai: Moby, New Order, The Hives, Turbonegro, The Gift, Fonzie Time, Easyway, Blend.
  - 29. Mai: Marilyn Manson, Audioslave, The Stooges, Slayer, Mastodon, Wednesday 13, Blind Zero, Wraygunn, Bunnyranch, Ramp, More Than a Thousand.

- 2006
  - 25. Mai: Korn, Within Temptation, Soulfly, Moonspell, Ramp.
  - 26. Mai: Tool, Placebo, Deftones, Alice in Chains, Garbage.
  - 7. Juni: Franz Ferdinand, Keane, Editors, dEUS, Patrice.

- 2007
  - 28. Juni: Metallica, Joe Satriani, Stone Sour, Mastodon, The Blood Brothers, More Than a Thousand.
  - 3. Juli: Arcade Fire, Bloc Party, Klaxons, The Gift, Bunnyranch, Y?.
  - 4. Juli: LCD Soundsystem, Maxïmo Park, Clap Your Hands Say Yeah, Linda Martini, Manu Chao, The Jesus and Mary Chain.
  - 5. Juli: Interpol, The Gossip, X-Wife, Micro Audio Waves, TV on the Radio, Underworld.

- 2008
  - 4. Juli (in Porto): Xutos & Pontapés, ZZ Top, David Fonseca, Crowded House.
  - 5. Juli (in Porto): Jamiroquai, Clã, Jorge Palma, Morcheeba, Paolo Nutini.
  - 9. Juli (in Lissabon): Iron Maiden, Slayer, Avenged Sevenfold, Tara Perdida, Rose Tattoo, Lauren Harris.
  - 10. Juli (in Lissabon): Tiësto, Digitalism, Duran Duran, Mika, Beck.

- 2009
  - 11. Juli (in Porto): Depeche Mode (abgesagt, dafür The Gift und Xutos & Pontapés), Peter Bjorn and John, Motor, Soapbox, Nouvelle Vague.
  - 18. Juli (in Lissabon): The Killers, Duffy, Mando Diao, Brandi Carlile, The Walkmen, Bettershell.

- 2010
  - 16. Juli: Pet Shop Boys, Keane, Mayer Hawthorne, Cut Copy, Jamie Lidell, Beach House, Grizzly Bear, The Temper Trap, St. Vincent, Godmen, Richie Hawtin, Marco Carola und Magda.
  - 17. Juli: Leftfield, Vampire Weekend, Hot Chip, Julian Casablancas, Tiago Bettencourt & Mantha, Patrick Watson, Holly Miranda, Rita Redshoes, Sweet Billy Pilgrim, Malcontent, Ricardo Villalobos, Magazino, João Maria, José Belo und Henriq & Bart Cruz.
  - 18. Juli: Prince, Empire of the Sun, The National, Spoon, Stereophonics, Palma's Gang, John Butler Trio, Wild Beasts, Sharon Jones & The Dap Kings, The Morning Benders, Steroparks, Laurent Garnier, Rui Vargas and André Cascais, Zé Salvador, Hi-Tech² und Mary B.